# Platylister murrayi
Platylister murrayi är en skalbaggsart som först beskrevs av Sylvain Auguste de Marseul 1857.  Platylister murrayi ingår i släktet Platylister och familjen stumpbaggar. Inga underarter finns listade i Catalogue of Life.